# Curăţirea terenului

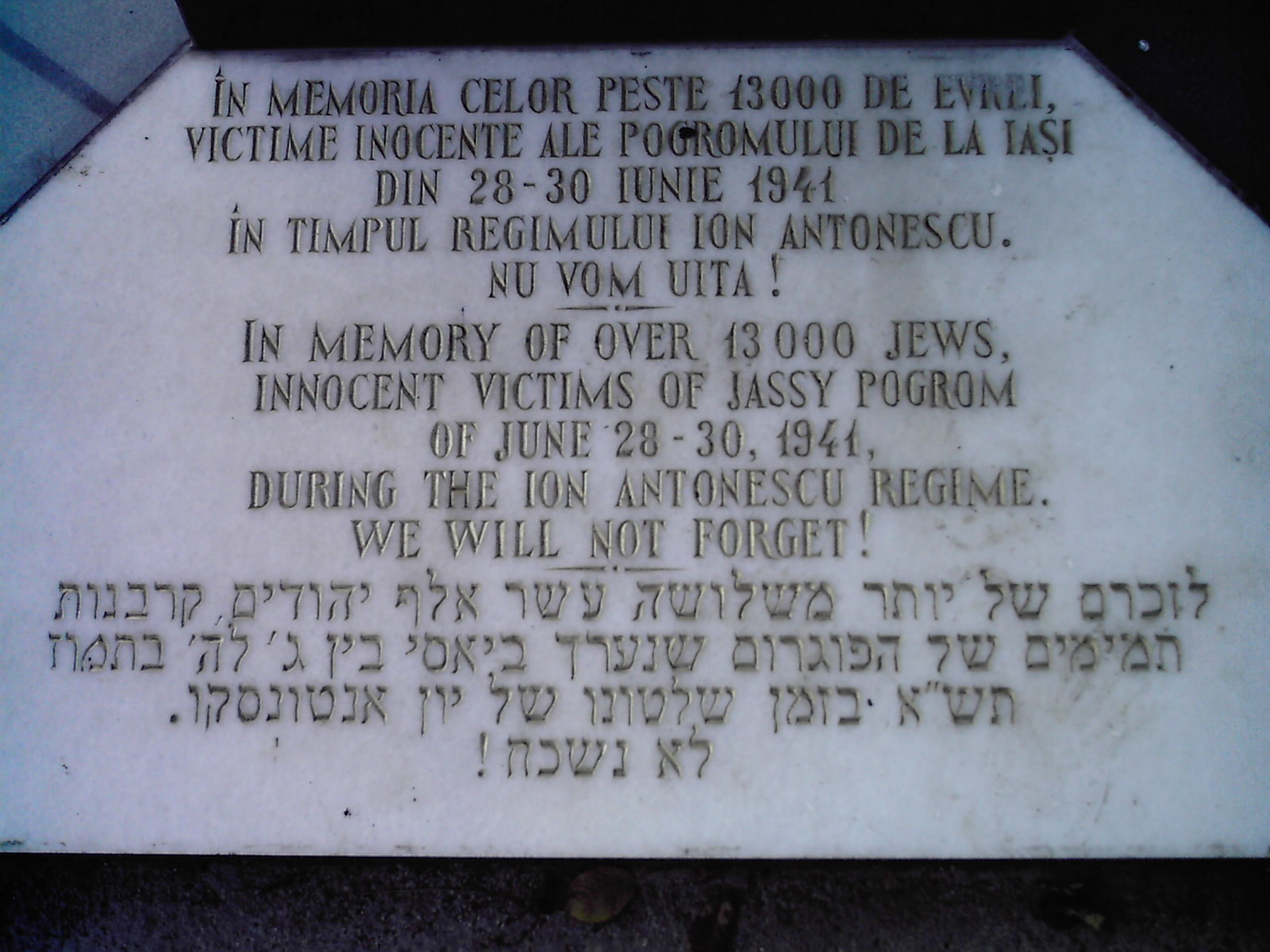
Denkmal für die 13.000 ermordeten Juden in Iași

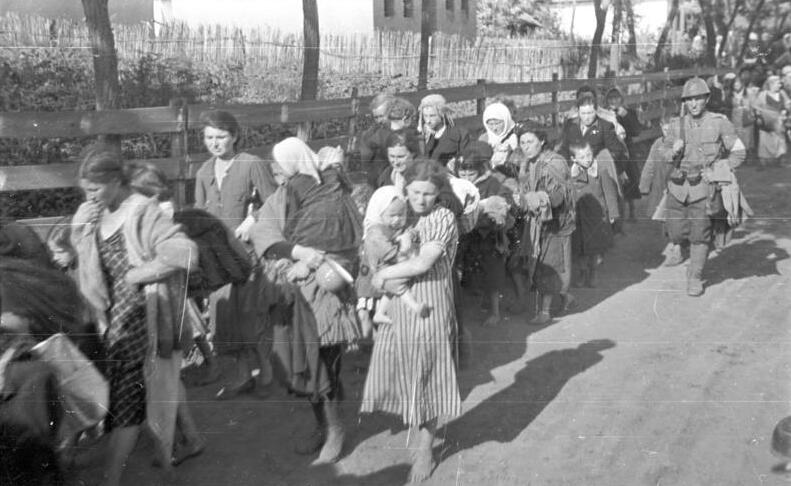
Deportation jüdischer Frauen, überwacht von einem rumänischen Soldaten, 17. Juli 1941

Als Curăţirea terenului (rumänisch Reinigung des Landes) bezeichnete General Constantin Vasiliu (1882–1946) seinen Befehl vom Sommer 1941 in Rumänien, Massenmorde an Juden und Roma zu verüben. Die Bezeichnung entsprach dem in der NS-Propaganda verwendeten Ausdruck „Endlösung der Judenfrage“, der ab Juni 1941 den Holocaust meinte und zugleich tarnen sollte. Die rumänische „Reinigung des Landes“ umfasste nicht nur Juden, war aber ein Teil des Holocaust.
Den Auftrag zur Durchführung bekam die Gendarmerie, die dem Generalstab der Armee unterstand. Die Armee erhielt Sonderbefehle über General Şteflea, dessen Vollstrecker General Ion Topor, war. Die Gendarmerie erhielt den Befehl, das Land drei bis vier Tage vor dem 21. Juni 1941 an drei verschiedenen Orten in Moldawien zu säubern: Roman, Fălticeni und Galați.
Unter der Herrschaft des mit den Nationalsozialisten verbündeten Militärregimes von Ion Antonescu fand die ethnische Säuberung statt, von der in Rumänien vor allem Juden und Roma betroffen waren. Die Ideologie war, dass das „Rumänentum“ durch das „Einsickern“ fremder Elemente gefährdet sei. Dabei galten die Juden als die „größte Gefahr“, weil ihnen unterstellt wurde, dass sie einerseits Beziehungen zum internationalen Finanzkapital und andererseits Sympathien für den Bolschewismus hätten. Der Generalinspekteur der Gendarmerie, General Constantin Vasiliu, erklärte den Unteroffizieren und Gendarmen, was die Reinigung des Landes bedeute: „Ausrottung aller Juden auf dem Lande vor Ort; Schließung der Ghettos der Juden im Stadtgebiet; Verhaftung aller Verdächtigen Parteiaktivisten“. Der Kommandeur der Orheischen Gendarmerielegion, Constantin Popoiu, präzisierte den Befehl: „Sie müssen die Juden vom Säugling bis zum hilflosen alten Mann ausrotten, da alle für die rumänische Nation gefährlich sind.“
45.000 bis 60.000 Juden kamen 1941 in Bessarabien und der Bukowina infolge des Befehls zur „Reinigung des Landes“ um.
Im Gouvernement Transnistrien wurden über 115.000 Juden von der Einsatzgruppe D der Sicherheitspolizei und des SD und rumänischen Soldaten ermordet. Die örtliche Bevölkerung beteiligte sich daran, weil sie sich das Eigentum der Erschossenen aneignen durfte. Weitere zehntausende deportierter Juden starben in provisorischen Lagern entlang des Dnisters an Mangelkrankheiten und Hunger.
1942 wurden 25.000 Roma nach Transnistrien deportiert, von denen zwischen 11.000 und 19.000 dort starben. Auch mit der Durchführung dieser Operation war General Constantin Vasiliu beauftragt, der seine Aufgabe als „Einsammeln und Fell Abziehen streunender Hunde“ bezeichnete.
Die Wiesel-Kommission kam 2004 zu dem Ergebnis, dass unter der Verantwortung der rumänischen Militär- und Zivilbehörden 280.000 bis 300.000 Juden ermordet wurden oder zu Tode gekommen sind. Hierzu zählen auch zahlreiche ukrainische Juden, die während des Krieges von den rumänischen Besatzungssoldaten getötet wurden. So wurden in Transnistrien neben den Deportierten auch 105.000 bis 180.000 dort lebende Juden umgebracht, vor allem in Odessa, wo innerhalb weniger Tage 25.000 bis 30.000 Juden umgebracht wurden.
Constantin Vasiliu und Mihai Antonescu wurden wegen der Massenmorde von 1941 und anderer Verbrechen am 1. Juni 1946 hingerichtet.